# Mihail Bahtin
Mihail Mihailovici Bahtin (în rusă Михаил Михайлович Бахтин; n. 5/17 noiembrie 1895, Oriol, gubernia Oriol⁠(d), Imperiul Rus – d. 7 martie 1975, Moscova, RSFS Rusă, URSS) a fost un filosof și critic literar rus, care a studiat teoria literară, etica și filozofia limbii.Scrierile sale, care includ o varietate de subiecte, au inspirat oamenii de știință lucrând pe mai multe tradiții (marxism, semiotică, structuralism, critica religiilor) și în diverse discipline precum critica literară, istorie, filosofie, sociologie, antropologie si psihologie.. Cu toate că Bahtin a fost activ în dezbaterile despre estetică si literatură care au avut loc în Uniunea Sovietică în anii 1920, poziția sa distinctă nu a fost bine recunoscută până când a fost redescoperit de oamenii de știință ruși in anii 1960..